# Белгија на Европском првенству у атлетици у дворани 2021.
Белгија је учествовала 36. Европском првенству у дворани 2021 који се одржао у Торуњу, Пољска, од 4. до 7. марта. Ово је тридесет шесто Европско првенство у атлетици у дворани од његовог оснивања 1970. на којем је Белгија учествовала, односно учествовала је на свим првенствима до данас. Репрезентацију Белгије представљало је 30 спортиста (16 мушкараца и 14 жене) који су се такмичили у 15 дисциплина (7 мушких и 8 женских).
На овом првенству Белгија је била 4 по броју освојених медаља са 5 медаље (две златне, две сребрне и једна бронзана). У табели успешности према броју и пласману такмичара који су учествовали у финалним такмичењима (првих 8 такмичара) Белгија је са 7 финалиста заузела 9. место са 42,50 бодова.
| Пл. | Земља   | 1. место | 2. место | 3. место | 4. место | 5. место | 6. место | 7. место | 8. место | Бр. фин. Бод. |
| --- | ------- | -------- | -------- | -------- | -------- | -------- | -------- | -------- | -------- | ------------- |
| 9.  | Белгија | 2–16     | 2–14     | 1–6      | 1–5      | –        | –        | 1–1,50   | –        | 7–42,50       |

## Учесници
| Мушкарци: - Kobe Vleminckx — 60 м - Гајлорд Куба Ди-Вита — 60 м - Кристијан Игуацел — 400 м, 4 х 400 м - Дилан Борле — 400 м, 4 х 400 м - Александар Дом — 400 м, 4 х 400 м - Елиот Крестан — 800 м - Ауреле Вандепуте — 800 м - Стијн Баетен — 1.500 м - Оусама Лонеук — 1.500 м - Мaјкл Сомес — 1.500 м - Исак Кимели — 3.000 м - Робин Хендрикс — 3.000 м - Јон Хејманс — 3.000 м - Жонатан Борле — 4 х 400 м - Кевин Борле — 4 х 400 м - Томас Кармои — Скок увис | Жене: - Рани Росиус — 60 м - Синтија Болинго Мбонго — 400 м - Хане Мауденс — 400 м - Камиле Лаус — 400 м - Ванеса Скаунет — 800 м - Мирте Фанес — 800 м - Елиз Вандерелст — 1.500 м - Линдзи Де Гранде — 1.500 м - Ан Загре — 60 м препоне - Елине Берингс — 60 м препоне - Мерел Мајс — Скок увис - Фани Сметс — Скок мотком - Нафисату Тијам — Петобој - Нор Видтс — Петобој |  |

## Освајачи медаља (5)

### Злато (2)
- Елиз Вандерелст — 1.500 м
- Нафисату Тијам — Петобој

### Сребро (2)
- Исак Кимели — 3.000 м
- Нор Видтс — Петобој

### Бронза (1)
- Томас Кармои — Скок увис

## Резултати

### Мушкарци
| Атлетичар                                               | Дисциплина | Лични рекорд | Квалификације   | Квалификације   | Полуфинале            | Полуфинале            | Финале                | Финале       | Детаљи |
| Атлетичар                                               | Дисциплина | Лични рекорд | Резултат        | Место           | Резултат              | Место                 | Резултат              | Место        | Детаљи |
| ------------------------------------------------------- | ---------- | ------------ | --------------- | --------------- | --------------------- | --------------------- | --------------------- | ------------ | ------ |
| Kobe Vleminckx                                          | 60 м       | 6,65         | 6,67 (.667) КВ  | 2. у гр. 7      | 6,68 (.672)           | 1. у гр. 3            | Није се квалификовао  | 16 / 63 (65) |        |
| Гајлорд Куба Ди-Вита                                    | 60 м       | 6,73         | 6,76            | 6. у гр. 6      | Није се квалификовао  | Није се квалификовао  | Није се квалификовао  | 36 / 63 (65) |        |
| Кристијан Игуацел                                       | 400 м      | 47,16        | 47,07 КВ        | 2. у гр. 3      | 47,78                 | 6. у гр. 2            | Није се квалификовао  | 17 / 48 (49) |        |
| Дилан Борле                                             | 400 м      | 46,25        | 46,99 ЛРС       | 3. у гр. 1      | Нису се квалификовали | Нису се квалификовали | Нису се квалификовали | 15 / 48 (49) |        |
| Александар Дом                                          | 400 м      | 47,00        | 47,18           | 3. у гр. 4      | Нису се квалификовали | Нису се квалификовали | Нису се квалификовали | 20 / 48 (49) |        |
| Елиот Крестан                                           | 800 м      | 1:46,40      | 1:48,32 КВ      | 1. у гр. 6      | 1:48,12               | 3. у гр. 3            | Није се квалификовао  | 11 / 38 (39) |        |
| Ауреле Вандепуте                                        | 800 м      | 1:48,56      | 1:50,30         | 3. у гр. 3      | Није се квалификовао  | Није се квалификовао  | Није се квалификовао  | 25 / 38 (39) |        |
| Стијн Баетен                                            | 1.500 м    | 3:40,40      | 3:39,00 кв      | 4. у гр. 4      |                       |                       | 3:46,31               | 13 / 50 (51) |        |
| Оусама Лонеук                                           | 1.500 м    | 3:39,60      | 3:42,68         | 8. у гр. 1      | Није се квалификовао  | 30 / 50 (51)          |                       |              |        |
| Мaјкл Сомес                                             | 1.500 м    | 3:40,61      | Дисквалификован | Дисквалификован | Није се квалификовао  | Није се квалификовао  |                       |              |        |
| Исак Кимели                                             | 3.000 м    | 7:44,17      | 7:49,46 КВ      | 2. у гр. 3      | 7:49,41               |                       |                       |              |        |
| Робин Хендрикс                                          | 3.000 м    | 7:48,53      | 7:56,13 КВ, ЛР  | 3. у гр. 2      | 7:59,86               | 12 / 31 (34)          |                       |              |        |
| Јон Хејманс                                             | 3.000 м    | 7:51,71      | Дисквалификован | Дисквалификован | Није се квалификовао  | Није се квалификовао  |                       |              |        |
| Александар Дом, Жонатан Борле, Дилан Борле, Кевин Борле | 4 х 400 м  | 3:02,51 НР   |                 |                 |                       |                       | 3:06,96               | 4 / 5        |        |
| Томас Кармои                                            | Скок увис  | 2,28         | 2,21 кв         | 7.              |                       |                       | 2,26                  |              |        |

### Жене
| Атлетичарка            | Дисциплина   | Лични рекорд | Квалификације  | Квалификације | Полуфинале            | Полуфинале            | Финале                | Финале                | Детаљи                                   |
| Атлетичарка            | Дисциплина   | Лични рекорд | Резултат       | Место         | Резултат              | Место                 | Резултат              | Место                 | Детаљи                                   |
| ---------------------- | ------------ | ------------ | -------------- | ------------- | --------------------- | --------------------- | --------------------- | --------------------- | ---------------------------------------- |
| Рани Росиус            | 60 м         | 7,27         | 7,30 (.295) КВ | 3. у гр. 3    | 7,29 (.281)           | 34. у гр. 1           | Нису се квалификовале | 11 / 63 (65)          | Архивирано на веб-сајту (30. април 2021) |
| Синтија Болинго Мбонго | 400 м        | 51,62 НР     | 52,27 кв, ЛРС  | 3. у гр. 3    | 53,74                 | 6. у гр. 3            | Нису се квалификовале | 17 / 39               | Архивирано на веб-сајту (30. април 2021) |
| Хане Мауденс           | 400 м        | 53,52        | 53,63          | 5. у гр. 5    | Нису се квалификовале | Нису се квалификовале | Нису се квалификовале | 30 / 39               | Архивирано на веб-сајту (30. април 2021) |
| Камиле Лаус            | 400 м        | 52,79        | 53,68 (.671)   | 4. у гр. 2    | Нису се квалификовале | Нису се квалификовале | Нису се квалификовале | 32 / 39               | Архивирано на веб-сајту (30. април 2021) |
| Ванеса Скаунет         | 800 м        | 2:04,61      | 2:06,44 КВ     | 3. у гр. 4    | 2:07,71               | 6. у гр. 1            | Није се квалификовала | 18 / 34 (35)          |                                          |
| Мирте Фанес            | 800 м        | 2:03,47      | 2:05,65        | 4. у гр. 2    | Није се квалификовала | Није се квалификовала | Није се квалификовала | 18 / 34 (35)          |                                          |
| Елиз Вандерелст        | 1.500 м      | 4:05,71      | 4:10,49 кв     | 3. у гр. 1    |                       |                       | 4:18,44               |                       |                                          |
| Линдзи Де Гранде       | 1.500 м      | 4:09,18      | 4:18,45        | 6. у гр. 2    | Нису се квалификовале | 20 / 22               |                       |                       |                                          |
| Ан Загре               | 60 м препоне | 7,98         | 8,06 (.053) КВ | 3. у гр. 2    | Нису се квалификовале | 8,08                  | 4. у гр. 2            | 12 / 40 (44)          | Архивирано на веб-сајту (30. април 2021) |
| Елине Берингс          | 60 м препоне | 7,92         | 8,19 (.182) кв | 5. у гр. 3    | Није стартовала       | Није стартовала       | Није се квалификовала | Није се квалификовала | Архивирано на веб-сајту (30. април 2021) |
| Мерел Мајс             | Скок увис    | 1,93         | 1,87           | 15.           |                       |                       | Није се квалификовала | 15 / 17               |                                          |
| Фани Сметс             | Скок мотком  | 4,53         |                |               |                       |                       | 4,45                  | 7 / 10                |                                          |

#### Петобој
| Дисциплина   | Нафисату Тијам | Нафисату Тијам  | Нафисату Тијам | Нафисату Тијам | Нафисату Тијам         | Нафисату Тијам |
| Дисциплина   | Лич. рек.      | Резултат        | Бод.           | Плас.          | Укупно                 | Плас.          |
| ------------ | -------------- | --------------- | -------------- | -------------- | ---------------------- | -------------- |
| 60 м препоне | 8,23           | 8,31 (.306) ЛРС | 1.059          | 5.             | 1.059                  | 5.             |
| Скок увис    | 1,96           | 1,89 ЛРС        | 1.093          | 1.             | 2.152                  | 1.             |
| Бацање кугле | 15,29          | 15,16           | 872            | 1.             | 3.024                  | 1.             |
| Скок удаљ    | 6,37           | 6,60 ЛР         | 1.040          | 1.             | 4.064                  | 1.             |
| 800 м        | 2:24,44        | 2:18,80 ЛР      | 840            | 8.             | 4.904                  | 1.             |
| Петобој      | 4.870          |                 |                |                | 4.904 СРС, ЕРС, НР, ЛР |                |

| Дисциплина   | Нор Видтс | Нор Видтс      | Нор Видтс | Нор Видтс | Нор Видтс | Нор Видтс |
| Дисциплина   | Лич. рек. | Резултат       | Бод.      | Плас.     | Укупно    | Плас.     |
| ------------ | --------- | -------------- | --------- | --------- | --------- | --------- |
| 60 м препоне | 8,33      | 8,27 (.264) ЛР | 1.068     | 4.        | 1.068     | 4.        |
| Скок увис    | 1,82      | 1,83 ЛР        | 1.016     | 4.        | 2.084     | 2.        |
| Бацање кугле | 12,94     | 13,83 ЛР       | 783       | 4.        | 2.867     | 2.        |
| Скок удаљ    | 6,42      | 6,47 ЛР        | 997       | 2.        | 3.864     | 2.        |
| 800 м        | 2:14,30   | 2:12,59 ЛР     | 927       | 2.        | 4.791     | 2.        |
| Петобој      | 4.665     |                |           |           | 4.791 ЛР  |           |